# كلارنس كوبر
كلارنس كوبر (بالإنجليزية: Clarence Cooper)‏ هو محامي وقاضي أمريكي، ولد في 5 مايو 1942 في ديكاتور في الولايات المتحدة.

## وصلات خارجية
- كلارنس كوبر على موقع IMDb (الإنجليزية)